# Il Giasone
Il Giasone è un dramma per musica in un prologo e tre atti, composto da Francesco Cavalli, su libretto di Giacinto Andrea Cicognini tratto dal mito di Giasone tramandato da Apollonio Rodio.
Il dramma fu rappresentato per la prima volta al Teatro San Cassiano di Venezia il 5 gennaio 1649 con il tenore Antonio Cesti.
Da alcuni critici è ritenuta l'opera più rappresentativa del XVII secolo italiano come esempio del passaggio dalla commedia dell'arte all'opera in musica.
In quel periodo cominciò la trasformazione delle compagnie teatrali, che continuarono a portare in giro di città in città i loro spettacoli per un pubblico pagante, ma inserendo nei ruoli principali attori-cantanti.
Il Giasone di Cavalli, proposto anche con altri titoli quali Il novello Giasone, Il trionfo d'Amor delle vendette e Medea in Colco, ebbe grande successo di pubblico e continuò ad essere rappresentato per quasi cinquant'anni. Vennero pubblicate circa quaranta edizioni del libretto.
Nel 1665 inaugura il Teatro del Vecchio Arsenale di Ancona.
Ad oggi esistono ancora una decina di partiture superstiti, una rarità per le opere dell'epoca.